# Manhattan Mayhem VI
Manhattan Mayhem VI est un show de catch produit par la Ring of Honor (ROH), qui était disponible uniquement en ligne. Le spectacle se déroula le 4 mars 2017 au Hammerstein Ballroom à Manhattan, dans l'état de New York, après 4 ans d'absence. C'était le 6e Manhattan Mayhem de l'histoire de la ROH.

## Contexte
Les spectacles de la Ring of Honor en paiement à la séance sont constitués de matchs aux résultats prédéterminés par les scénaristes de la ROH. Ces rencontres sont justifiées par des storylines - une rivalité avec un catcheur, la plupart du temps - ou par des qualifications survenues au cours de shows précédant l'évènement. Tous les catcheurs possèdent un gimmick, c'est-à-dire qu'ils incarnent un personnage face (gentil) ou heel (méchant), qui évolue au fil des rencontres. Un pay-per-view comme Manhattan Mayhem est donc un événement tournant pour les différentes storylines en cours.

### Adam Cole contre Bobby Fish
Le 4 novembre 2016, Bobby Fish remporte le tournoi Survival of the Fittest 2016, lui donnant droit à un match de championnat pour le titre mondial de la ROH. Après avoir perdu sa ceinture face à Kyle O'Reilly lors de Final Battle 2016, Adam Cole récupère le titre en battant le partenaire de Bobby Fish au cours du spectacle de la New Japan Pro Wrestling Wrestle Kingdom 11 in Tokyo Dome le 4 janvier 2017.

## Résultats
| # | Matchs, | Stipulation                                                                                       | Durée |
| --- | --- | ------------------------------------------------------------------------------------------------- | ----- |
| Dark (WOH) | Sumie Sakai bat Mandy Leon (en) et Jenny Rose                                                                                | Three Way match                                                                                   |       |
| Dark | Josh Woods bat Brian Milonas                                                                                                 | Demi-finale du Top Prospect Tournament 2017                                                       |       |
| Dark | John Skyler bat Curt Stallion                                                                                                | Demi-finale du Top Prospect Tournament 2017                                                       |       |
| 1 | Christopher Daniels bat TK O'Ryan (en)                                                                                       | Match simple                                                                                      | 4:16  |
| 2 | Dalton Castle (avec The Boys) bat Colt Cabana                                                                                | Match simple                                                                                      | 9:26  |
| 3 | Marty Scurll (c) bat Sonjay Dutt                                                                                             | Match simple pour le ROH World Television Championship                                            | 12:12 |
| 4 | Dragon Lee bat Will Ospreay                                                                                                  | Match simple                                                                                      | 11:56 |
| 5 | The Young Bucks (Matt Jackson & Nick Jackson) (c) battent Lio Rush & Jay White (en)                                          | Match par équipe pour les ROH World Tag Team Championship                                         | 11:00 |
| 6 | The Hardys (Jeff Hardy & Matt Hardy) battent The Young Bucks (Matt Jackson & Nick Jackson) (c)                               | Match par équipe pour les ROH World Tag Team Championship                                         | 8:24  |
| 6 | Matt Taven remporte la bataille royale en éliminant en dernier Chris Sabin                                                   | Bataille Royale de 20 catcheurs pour avoir un match de championnat pour le ROH World Championship | 15:12 |
| 7 | Bullet Club (Cody, Frankie Kazarian et Hangman Page) battent Jay Lethal et The Briscoe Brothers (Jay Briscoe & Mark Briscoe) | Six-Man Tag Team match                                                                            | 15:29 |
| 8 | Adam Cole (c) (avec Bullet Club) bat Bobby Fish                                                                              | Match simple pour le ROH World Championship                                                       | 18:40 |
| (c) désigne le(s) champion(s) défendant son titre dans le match. (WOH) désigne que le combat est diffusé sur l'émission Women of Honor | |                                                                                                   |       |